# Le Bout au Loup
Le Bout au Loup est une île fluviale de la Charente, située sur la commune de Marcillac-Lanville.

## Histoire
L'île a conservé sa toponymie issue du Moyen Âge désignant un lieu prétendument fréquenté ou visité par les loups.